# Afterglow (Band)
Afterglow ist eine kalifornische Rockband. Afterglow war einer der Trendsetter des Psychedelic und Progressive Rock.

## Geschichte
Die Band wurde 1966 von Larry Alexander (Schlagzeug), Ron George (Bass), Gene Resler (Gesang), Roger Swanson (Keyboard) und Tony Tecumseh (Gitarre) gegründet. Sie ging aus der 1965 gegründeten Band The Medallions hervor, bei der Tony Tecumseh, Gene Resler und Larry Alexander als Trio aktiv waren.
Afterglow veröffentlichten Anfang des Jahres 1968 auf dem Musiklabel MTA Records ihr gleichnamiges Album. Die Band gab später an, vom Produzenten Leo Kulka hereingelegt und ausgebeutet worden zu sein. So versprach der Produzent ihnen, sie würden erst einmal nur Demos aufnehmen, die später bearbeitet werden sollten. Stattdessen nahm MTA Records die Songs und veröffentlichte zunächst ohne Kenntnis der Band ihr Album und  unterstütze die Band auch nicht bei der Vermarktung des Albums, so dass kein kommerzieller Erfolg eintrat. Die Band löste sich dann kurz nach der Veröffentlichung des Albums auf.
Unter Sammlern von Psychedelic Rock war das Album eine gesuchte Rarität. Das Studioalbum wurde daher 1995 bei Sundazed Records neu veröffentlicht.
Im Jahre 2007 erfuhren Mitglieder der Band von der Wiederveröffentlichung ihres Albums. Im darauffolgenden Jahr wurde die Band neu gegründet. Gitarrist Tony Tecumseh war aus gesundheitlichen Gründen daran gehindert mitzuwirken und verstarb 2012. Keyboarder Stefan Barboza stieß im Jahre 2008 zur Band hinzu.
2011 erschien über PBS ein Dokumentarfilm über die Band. Dieser gewann einen Telly Award. Im gleichen Jahr erschien ihr zweites Studioalbum Unearthed als Eigenproduktion. Die Band spielt seitdem einige wenige Konzerte.

## Diskografie
Alben
- 1968: Afterglow (MTA Records)
- 2012: Unearthed (Eigenproduktion)